# Verein für Bewegungsspiele Lübeck von 1919 2006-2007
Questa voce raccoglie le informazioni riguardanti il Verein für Bewegungsspiele Lübeck von 1919 nelle competizioni ufficiali della stagione 2006-2007.

## Stagione
Nella stagione 2006-2007 il Lubecca, allenato da Bernd Hollerbach, Torsten Flocken e Uwe Erkenbrecher, concluse il campionato di Regionalliga nord al 9º posto. In Coppa di Germania il Lubecca fu eliminato al secondo turno dal Wacker Burghausen.

## Rosa
| N. |                     | Ruolo | Calciatore       |
| -- | ------------------- | ----- | ---------------- |
| 1  | Germania (bandiera) | P     | Michael Frech    |
| 2  | Germania (bandiera) | D     | Dietmar Hirsch   |
| 3  | Germania (bandiera) | D     | Rouven Schröder  |
| 5  | Germania (bandiera) | D     | Carsten Rump     |
| 5  | Germania (bandiera) | C     | Benjamin Baltes  |
| 7  | Germania (bandiera) | D     | Deniz Doğan      |
| 9  | Germania (bandiera) | A     | Daniel Bärwolf   |
| 10 | Germania (bandiera) | C     | Thomas Ollhoff   |
| 11 | Germania (bandiera) | A     | Enrico Neitzel   |
| 12 | Germania (bandiera) | P     | Benjamin Gommert |
| 13 | Germania (bandiera) | C     | Artur Zimmermann |
| 14 | Germania (bandiera) | C     | Markus Kullig    |
| 15 | Germania (bandiera) | A     | Claudius Weber   |
| 16 | Russia (bandiera)   | D     | Aleksey Kozlov   |

| N. |                     | Ruolo | Calciatore          |
| -- | ------------------- | ----- | ------------------- |
| 17 | Germania (bandiera) | C     | Abdul Karim Martens |
| 18 | Germania (bandiera) | C     | Jan Hoffmann        |
| 19 | Germania (bandiera) | A     | Riza Karadas        |
| 21 | Germania (bandiera) | D     | Timo Neumann        |
| 21 | Germania (bandiera) | A     | Steve Rolleder      |
| 22 | Germania (bandiera) | D     | Ibrahim Türkmen     |
| 23 | Germania (bandiera) | P     | Carsten Wehlmann    |
| 23 | Germania (bandiera) | C     | Kevin Wölk          |
| 26 | Germania (bandiera) | D     | Jan-Moritz Bruhn    |
| 28 | Germania (bandiera) | D     | Dennis Wehrendt     |
| 29 | Germania (bandiera) | C     | Artur Schefer       |
| 30 | Germania (bandiera) | A     | Dustin Heun         |
|    | Germania (bandiera) | C     | René Gradert        |
|    | Germania (bandiera) | A     | Kai Konrad          |

## Organigramma societario
Area tecnica
- Allenatore: Uwe Erkenbrecher
- Allenatore in seconda: Gregor Strebel
- Preparatore dei portieri: Volker Ippig
- Preparatori atletici:
- Analisi video:

## Calciomercato

### Sessione estiva
| Acquisti | Acquisti        | Acquisti               | Acquisti |
| R.       | Nome            | da                     | Modalità |
| -------- | --------------- | ---------------------- | -------- |
| C        | Benjamin Baltes | Friburgo               |          |
| A        | Dustin Heun     | Eintracht Braunschweig |          |
| A        | Claudius Weber  | Magonza                |          |
| C        | Jan Hoffmann    | Jahn Ratisbona         |          |
| D        | Aleksey Kozlov  | Bergedorf              |          |
| C        | Björn Lindemann | Holstein Kiel          |          |
| C        | Thomas Ollhoff  | Darmstadt              |          |
| A        | Steve Rolleder  | Chemnitz               |          |
| C        | Kevin Wölk      | Holstein Kiel II       |          |

| Cessioni | Cessioni              | Cessioni               | Cessioni |
| R.       | Nome                  | a                      | Modalità |
| -------- | --------------------- | ---------------------- | -------- |
| A        | Kai Hesse             | Hoffenheim             |          |
| D        | Alexander Aischmann   | Cloppenburg            |          |
| A        | Lars Kampf            | Preußen Münster        |          |
| D        | Marco Laaser          | Siegen                 |          |
| C        | Farai Mbidzo          | Lubecca II             |          |
| C        | Tobias Schweinsteiger | Eintracht Braunschweig |          |
| C        | Christian Streit      | Union Berlino          |          |

### Sessione invernale
| Acquisti | Acquisti       | Acquisti | Acquisti |
| R.       | Nome           | da       | Modalità |
| -------- | -------------- | -------- | -------- |
| A        | Dennis Kruppke | Friburgo |          |

| Cessioni | Cessioni        | Cessioni   | Cessioni |
| R.       | Nome            | a          | Modalità |
| -------- | --------------- | ---------- | -------- |
| C        | Björn Lindemann | Magdeburgo |          |

## Risultati

### Regionalliga

#### Girone di andata
| Arbitro: | Fischer |

|             |           |  |
| Neitzel 73’ | Marcatori |  |

| Arbitro: | Bandurski |

|  |           |              |
|  | Marcatori | 24’ Hoffmann |

| Arbitro: | Joerend |

|             |           |  |
| Hoffmann 4’ | Marcatori |  |

| Arbitro: | Frank |

|               |           |  |
| Fillinger 87’ | Marcatori |  |

| Arbitro: | Rafati |

|             |           |            |
| Bärwolf 42’ | Marcatori | 62’ Rohwer |

| Arbitro: | Fischer |

|                   |           |                   |
| van den Bergh 29’ | Marcatori | 26’ (rig.) Kullig |

| Arbitro: | Fischer |

|                    |           |            |
| Heun 8’ Kullig 44’ | Marcatori | 21’ Toborg |

| Arbitro: | Perl |

|                                   |           |                            |
| Cartus 49’ Menga 78’ Chitsulo 84’ | Marcatori | 33’ Rump 65’ (aut.) Ndjeng |

| Arbitro: | Frank |

|                            |           |                                          |
| Heun 37’ Kullig 42’ (rig.) | Marcatori | 26’ Lambertz 63’ (rig.) Heeren 70’ Pusic |

| Arbitro: | Leicher |

|                           |           |  |
| Schnetzler 4’ Kumbela 46’ | Marcatori |  |

| Arbitro: | Bippen |

|          |           |  |
| Heun 61’ | Marcatori |  |

| Arbitro: | Schößling |

|  |           |                     |
|  | Marcatori | 33’ Hirsch 73’ Heun |

| Arbitro: | Fischer |

|                                                 |           |  |
| Heun 10’ Kullig 17’ Rump 27’ Lindemann 68’, 71’ | Marcatori |  |

| Arbitro: | Otte |

|                    |           |         |
| Senesie 85’ (rig.) | Marcatori | 7’ Heun |

| 8 novembre 2006 15ª giornata |  | – turno di riposo |  |  |

| Arbitro: | Schempershauwe |

|  |           |                         |
|  | Marcatori | 45’ Artmann 61’ Schmidt |

| Arbitro: | Kuhl |

|           |           |  |
| Ebert 82’ | Marcatori |  |

| Arbitro: | Fischer |

|  |           |             |
|  | Marcatori | 7’ Biermann |

| Arbitro: | Schößling |

|            |           |                           |
| Wojcik 82’ | Marcatori | 17’, 67’ Heun 19’ Neumann |

#### Girone di ritorno
| Arbitro: | Willenborg |

|  |           |              |
|  | Marcatori | 57’ Schröder |

| Arbitro: | Seemann |

|                                         |           |                 |
| Bärwolf 61’, 66’ Neumann 74’ Baltes 79’ | Marcatori | 36’ Tornieporth |

| Arbitro: | Frank |

|                       |           |  |
| Takyi 85’, 90’ (rig.) | Marcatori |  |

| Arbitro: | Stachowiak |

|             |           |                                                        |
| Neitzel 63’ | Marcatori | 12’ (aut.) Schröder 16’, 54’ (rig.) Asma 77’ Zimmerman |

| Arbitro: | Steinhaus-Webb |

|             |           |             |
| Bartels 65’ | Marcatori | 18’ Kruppke |

| Arbitro: | Fischer |

|                                    |           |                            |
| Heun 2’ Kruppke 21’, 78’ Doğan 41’ | Marcatori | 12’, 44’ (rig.) Schnitzler |

| Arbitro: | Lupp |

|             |           |                                |
| Thioune 59’ | Marcatori | 10’ Wölk 21’ Hoffmann 79’ Heun |

| Arbitro: | Anklam |

|                  |           |  |
| Kruppke 64’, 84’ | Marcatori |  |

| Arbitro: | Rafati |

|               |           |             |
| Cebe 32’, 34’ | Marcatori | 43’ Kruppke |

| Arbitro: | Frank |

|  |           |                  |
|  | Marcatori | 15’, 40’ Kumbela |

| Arbitro: | Seemann |

|                 |           |  |
| Koejoe 72’, 90’ | Marcatori |  |

| Arbitro: | Willenborg |

|  |           |              |
|  | Marcatori | 38’ Wejsfelt |

| Arbitro: | Kinhöfer |

|          |           |             |
| Damm 89’ | Marcatori | 21’ Kruppke |

| Arbitro: | Bandurski |

|          |           |                             |
| Rump 78’ | Marcatori | 27’, 31’ Ricken 90’ Senesie |

| 5 maggio 2007 34ª giornata |  | – turno di riposo |  |  |

| Arbitro: | Bartsch |

|                             |           |  |
| Harnik 53’ Frech 54’ (aut.) | Marcatori |  |

| Arbitro: | Metzger |

|                                               |           |  |
| Neitzel 6’, 40’ Kullig 32’ (rig.) Bärwolf 88’ | Marcatori |  |

| Arbitro: | Thielert |

|                     |           |           |
| Teixeira 49’ (rig.) | Marcatori | 7’ Kullig |

| Arbitro: | Gorniak |

|                                                                                         |           |  |
| Neitzel 23’ Kullig 28’ (rig.) Mandel 35’ (aut.) Karadas 59’ Zimmermann 65’ Hoffmann 87’ | Marcatori |  |

### Coppa di Germania
| Arbitro: | Gräfe |

|          |           |  |
| Heun 30’ | Marcatori |  |

| Arbitro: | Anklam |

|                                                        |                      |                                                    |
| Hirsch Kullig Lindemann Schröder Doğan Bärwolf Neitzel | Tiri di rigore 4 – 5 | Krejčí Schmidt Drescher Nicu Fink Wiesinger Aigner |

## Statistiche

### Statistiche di squadra
| Competizione      | Punti | In casa | In casa | In casa | In casa | In casa | In casa | In trasferta | In trasferta | In trasferta | In trasferta | In trasferta | In trasferta | Totale | Totale | Totale | Totale | Totale | Totale | DR  |
| Competizione      | Punti | G       | V       | N       | P       | Gf      | Gs      | G            | V            | N            | P            | Gf           | Gs           | G      | V      | N      | P      | Gf     | Gs     | DR  |
| ----------------- | ----- | ------- | ------- | ------- | ------- | ------- | ------- | ------------ | ------------ | ------------ | ------------ | ------------ | ------------ | ------ | ------ | ------ | ------ | ------ | ------ | --- |
| Regionalliga nord | 51    | 18      | 10      | 1       | 7       | 35      | 21      | 18           | 5            | 5            | 8            | 18           | 22           | 36     | 15     | 6      | 15     | 53     | 43     | +10 |
| Coppa di Germania | -     | 2       | 1       | 1       | 0       | 1       | 0       | 0            | 0            | 0            | 0            | 0            | 0            | 2      | 1      | 1      | 0      | 1      | 0      | +1  |
| Totale            | 51    | 20      | 11      | 2       | 7       | 36      | 21      | 18           | 5            | 5            | 8            | 18           | 22           | 38     | 16     | 7      | 15     | 54     | 43     | +11 |

### Andamento in campionato
| Giornata  | 1 | 2 | 3 | 4 | 5 | 6 | 7 | 8 | 9 | 10 | 11 | 12 | 13 | 14 | 15 | 16 | 17 | 18 | 19 | 20 | 21 | 22 | 23 | 24 | 25 | 26 | 27 | 28 | 29 | 30 | 31 | 32 | 33 | 34 | 35 | 36 | 37 | 38 |
| --------- | - | - | - | - | - | - | - | - | - | -- | -- | -- | -- | -- | -- | -- | -- | -- | -- | -- | -- | -- | -- | -- | -- | -- | -- | -- | -- | -- | -- | -- | -- | -- | -- | -- | -- | -- |
| Luogo     | C | T | C | T | C | T | C | T | C | T  | C  | T  | C  | T  |    | C  | T  | C  | T  | T  | C  | T  | C  | T  | C  | T  | C  | T  | C  | T  | C  | T  | C  |    | T  | C  | T  | C  |
| Risultato | V | V | V | P | N | N | V | P | P | P  | V  | V  | V  | N  |    | P  | P  | P  | V  | V  | V  | P  | P  | N  | V  | V  | V  | P  | P  | P  | P  | N  | P  |    | P  | V  | N  | V  |
| Posizione | 6 | 3 | 2 | 3 | 5 | 5 | 2 | 5 | 7 | 8  | 7  | 6  | 1  | 1  | 3  | 8  | 9  | 10 | 10 | 6  | 3  | 4  | 7  | 7  | 6  | 5  | 1  | 5  | 6  | 8  | 11 | 9  | 12 | 12 | 13 | 12 | 11 | 9  |

Legenda:

Luogo: C = Casa; T = Trasferta. Risultato: V = Vittoria; N = Pareggio; P = Sconfitta.

### Statistiche dei giocatori
| Giocatore     | Regionalliga nord | Regionalliga nord | Regionalliga nord | Regionalliga nord | Coppa di Germania | Coppa di Germania | Coppa di Germania | Coppa di Germania | Totale   | Totale | Totale      | Totale     |
| Giocatore     | Presenze          | Reti              | Ammonizioni       | Espulsioni        | Presenze          | Reti              | Ammonizioni       | Espulsioni        | Presenze | Reti   | Ammonizioni | Espulsioni |
| ------------- | ----------------- | ----------------- | ----------------- | ----------------- | ----------------- | ----------------- | ----------------- | ----------------- | -------- | ------ | ----------- | ---------- |
| B. Baltes     | 26                | 1                 | 7                 | 1                 | 2                 | 0                 | 0                 | 0                 | 28       | 1      | 7           | 1          |
| J. Bruhn      | 0                 | 0                 | 0                 | 0                 | 0                 | 0                 | 0                 | 0                 | 0        | 0      | 0           | 0          |
| D. Bärwolf    | 22                | 4                 | 8                 | 1                 | 2                 | 0                 | 1                 | 0                 | 24       | 4      | 9           | 1          |
| D. Doğan      | 34                | 1                 | 8                 | 1                 | 2                 | 0                 | 0                 | 0                 | 36       | 1      | 8           | 1          |
| M. Frech      | 36                | 0                 | 1                 | 0                 | 2                 | 0                 | 0                 | 0                 | 38       | 0      | 1           | 0          |
| B. Gommert    | 0                 | 0                 | 0                 | 0                 | 0                 | 0                 | 0                 | 0                 | 0        | 0      | 0           | 0          |
| R. Gradert    | 3                 | 0                 | 0                 | 0                 | 1                 | 0                 | 0                 | 0                 | 4        | 0      | 0           | 0          |
| K. Hesse      | 2                 | 0                 | 0                 | 0                 | 0                 | 0                 | 0                 | 0                 | 2        | 0      | 0           | 0          |
| D. Heun       | 28                | 10                | 5                 | 0                 | 1                 | 1                 | 0                 | 1                 | 29       | 11     | 5           | 1          |
| D. Hirsch     | 33                | 1                 | 14                | 0                 | 2                 | 0                 | 0                 | 0                 | 35       | 1      | 14          | 0          |
| J. Hoffmann   | 25                | 4                 | 6                 | 1                 | 1                 | 0                 | 0                 | 0                 | 26       | 4      | 6           | 1          |
| A. Kalbau     | 1                 | 0                 | 0                 | 0                 | 0                 | 0                 | 0                 | 0                 | 1        | 0      | 0           | 0          |
| R. Karadas    | 4                 | 1                 | 1                 | 0                 | 0                 | 0                 | 0                 | 0                 | 4        | 1      | 1           | 0          |
| K. Konrad     | 1                 | 0                 | 0                 | 0                 | 0                 | 0                 | 0                 | 0                 | 1        | 0      | 0           | 0          |
| A. Kozlov     | 0                 | 0                 | 0                 | 0                 | 0                 | 0                 | 0                 | 0                 | 0        | 0      | 0           | 0          |
| D. Kruppke    | 15                | 7                 | 5                 | 0                 | 0                 | 0                 | 0                 | 0                 | 15       | 7      | 5           | 0          |
| M. Kullig     | 35                | 7                 | 8                 | 0                 | 2                 | 0                 | 1                 | 0                 | 37       | 7      | 9           | 0          |
| B. Lindemann  | 11                | 2                 | 2                 | 0                 | 1                 | 0                 | 0                 | 0                 | 12       | 2      | 2           | 0          |
| A. Martens    | 4                 | 0                 | 1                 | 0                 | 0                 | 0                 | 0                 | 0                 | 4        | 0      | 1           | 0          |
| W. Müller     | 2                 | 0                 | 0                 | 0                 | 0                 | 0                 | 0                 | 0                 | 2        | 0      | 0           | 0          |
| E. Neitzel    | 24                | 5                 | 2                 | 0                 | 1                 | 0                 | 0                 | 0                 | 25       | 5      | 2           | 0          |
| T. Neumann    | 19                | 2                 | 5                 | 0                 | 1                 | 0                 | 0                 | 0                 | 20       | 2      | 5           | 0          |
| T. Ollhoff    | 23                | 0                 | 3                 | 0                 | 1                 | 0                 | 0                 | 0                 | 24       | 0      | 3           | 0          |
| S. Rolleder   | 4                 | 0                 | 0                 | 0                 | 0                 | 0                 | 0                 | 0                 | 4        | 0      | 0           | 0          |
| C. Rump       | 26                | 3                 | 4                 | 0                 | 2                 | 0                 | 1                 | 0                 | 28       | 3      | 5           | 0          |
| A. Schefer    | 7                 | 0                 | 2                 | 0                 | 0                 | 0                 | 0                 | 0                 | 7        | 0      | 2           | 0          |
| R. Schröder   | 30                | 1                 | 5                 | 1                 | 2                 | 0                 | 1                 | 0                 | 32       | 1      | 6           | 1          |
| I. Türkmen    | 20                | 0                 | 2                 | 0                 | 1                 | 0                 | 0                 | 0                 | 21       | 0      | 2           | 0          |
| C. Weber      | 14                | 0                 | 0                 | 0                 | 1                 | 0                 | 0                 | 0                 | 15       | 0      | 0           | 0          |
| C. Wehlmann   | 0                 | 0                 | 0                 | 0                 | 0                 | 0                 | 0                 | 0                 | 0        | 0      | 0           | 0          |
| D. Wehrendt   | 11                | 0                 | 1                 | 1                 | 1                 | 0                 | 0                 | 0                 | 12       | 0      | 1           | 1          |
| K. Wölk       | 14                | 1                 | 2                 | 0                 | 0                 | 0                 | 0                 | 0                 | 14       | 1      | 2           | 0          |
| A. Zimmermann | 25                | 1                 | 0                 | 0                 | 2                 | 0                 | 0                 | 0                 | 27       | 1      | 0           | 0          |